# دوري بنما لكرة القدم 2004
دوري بنما لكرة القدم 2004 (بالإسبانية: Anaprof Clausura 2004)‏ هو موسم من دوري بنما لكرة القدم. كان عدد الأندية المشاركة فيه 10، وفاز فيه نادي ديبورتيفو أراب يونيدو.